# Вербеллинзе
Ве́рбеллинзе (нем. Werbellinsee) — озеро в районе Барним земли Бранденбург в Германии. Расположен к югу от города Иоахимсталь в биосферном заповеднике Шорфхайде-Хорин. Южный берег относится к коммуне Шорфхайде. С площадью 7,82 км² является четвёртым по величине озером в земле Бранденбург и вторым по глубине (после озера Гросер-Штехлинзе). Самая глубокая точка на 12 метров ниже уровня моря. Вместе с каналом «Вербенллинканал» является частью Федерального водного пути.
Площадь поверхности — 7,65 км². Высота над уровнем моря — 43,2 м.

## Обзор
Озеро, размером 9,52 км в длину и до полкилометра шириной возникло во время последнего ледникового периода в виде типичной туннельной долины.
О происхождении названия Вербеллинзе есть несколько версий. Несомненно, оно происходит от одного из западнославянских языков. Возможно как производная от лужицкого слова wróbl — «воробей», или от лужицкого wjerba — «ива».
Озеро богато рыбой, и поэтому древние жители селились на его берегах, имея средства к существованию. В лесистой местности водились благородный олень, косуля, кабан и мелкая дичь, на них охотились в течение многих столетий. Этот район был очень популярен среди правителей. Как показали исследования и отчеты водолазов, Вербеллинзе является вторым по величине подводным кладбищем кораблей в Европе.
Вербеллинзе известен охотничьим домиком «Хюбертуссток» на его западном берегу, построенным в 1849 году, позже ставшим местом отдыха лидера ГДР Эриха Хонеккера, где он принимал официальных гостей, среди которых был западногерманский канцлер Гельмут Шмидт в декабре 1981 года.
На восточном берегу в период ГДР располагался детский лагерь Пионерская республика имени Вильгельма Пика.
В настоящее время озеро является популярным местом для яхтсменов и местом проведения парусных регат.